# Jan Suchopárek
Jan Suchopárek, né le 23 septembre 1969 à Kladno, était un footballeur tchèque évoluant au poste de défenseur. International tchécoslovaque, puis tchèque.

## Biographie
Après avoir débuté en professionnel sous le maillot de Dukla Prague, Jan Suchopárek rejoint le Slavia Prague en 1991. Au même moment il fait ses débuts en équipe nationale. Pendant ces cinq années dans la capitale il côtoie des joueurs de la qualité de Karel Poborský, Vladimír Šmicer, Radek Bejbl, Patrik Berger et Pavel Kuka. Avec les trois premiers il se révèle lors de la saison 1995-1996. En coupe de l'UEFA le Slavia atteint les demi-finales où il s'incline face aux Girondins de Bordeaux. Auparavant le Slavia élimine des clubs comme le RC Lens et l'AS Rome.
Également pour la première fois depuis la scission de la Tchécoslovaquie, la République tchèque se qualifie pour une compétition internationale. Et les tchèques vont réaliser un Euro 1996 de grande qualité. La République Tchèque est pourtant dans un groupe très relevée avec la Russie, l'Allemagne et l'Italie. Lors du premier match les tchèques s'inclinent 2-0 face aux allemands. Ils se rattrapent lors du deuxième en battant l'Italie 2-1. La qualification est finalement acquise grâce à un match nul 3-3 face aux Russes, Suchopárek marquant le premier but. En quart les tchèques se défont du Portugal 1-0 grâce à une 'louche' de Poborský, puis éliminent la France aux tirs au but en demi-finale. Lors de la finale à Wembley les tchèques s'inclinent 2-1 sur le premier but en or de l'histoire du foot. C'est Oliver Bierhoff qui est le bourreau.
Dans la foulée de ce superbe Euro Suchopárek signe en Europe de l'Ouest comme beaucoup de ces compatriotes. Ce sera le RC Strasbourg en ce qui le concerne. Lors de sa première saison il remporte aux tirs au but la Coupe de la Ligue aux dépens des girondins de Bordeaux. La saison suivante le Racing brille en Europe en éliminant les Glasgow Rangers puis le Liverpool FC. Il est finalement éliminé par le futur vainqueur l'Inter Milan en huitièmes de finale après avoir frôlé l'exploit (victoire 2-0 à l'aller et défaite 3-0 au retour).
La suite est plus anodine et Suchopárek rejoint l'ambitieux TeBe Berlin entraîné par Winfried Schäfer. Avec l'international russe Sergueï Kiriakov le club a l'ambition de monter en Bundesliga mais c'est un fiasco et à la fin de saison le club dépose le bilan. Suchopárek en profite pour retourner au pays finir sa carrière.

## Palmarès

### En Club
- Champion de République tchèque en 1996 avec le Slavia Prague
- Vainqueur de la Coupe de la Ligue en 1997 avec le RC Strasbourg

### EnÉquipe de Tchécoslovaquie
- 13 sélections entre 1991 et 1993

### EnÉquipe de République tchèque
- 48 sélections et 4 buts entre 1994 et 2000
- Vice-Champion d'Europe en 1996 (5 matchs et 1 but)